# Margaretta Scott
Pour les articles homonymes, voir Scott.
Margaretta Mary Winifred Scott, née le 13 février 1912 à Londres (quartier de Westminster), ville où elle est morte le 15 avril 2005 (quartier de Marylebone), est une actrice britannique.

## Biographie
Étudiante à la Royal Academy of Dramatic Art dans les années 1920, Margaretta Scott débute au théâtre en 1926 (à 14 ans), tenant le rôle de Mercutio dans Roméo et Juliette de William Shakespeare, à Londres. En sa ville natale, elle joue notamment par la suite dans Hamlet du même Shakespeare (1931, avec Godfrey Tearle et Irene Vanbrugh), Watch on the Rhine (en) de Lillian Hellman (1943, avec Diana Wynyard et Anton Walbrook), Le Train du monde de William Congreve (1956, avec Kay Hammond et Margaret Rutherford), ou encore The Understanding d'Angela Huth (1982, avec Ralph Richardson et Celia Johnson).
Au cinéma, elle contribue à vingt-huit films britanniques (ou en coproduction), depuis La Vie privée de Don Juan d'Alexander Korda (1934, avec Douglas Fairbanks et Merle Oberon) jusqu'à Percy (en) de Ralph Thomas (1971, avec Hywel Bennett et Denholm Elliott). Entretemps, citons Les Mondes futurs de William Cameron Menzies (1936, avec Raymond Massey et Edward Chapman), L'Homme fatal d'Anthony Asquith (1944, avec Phyllis Calvert et Stewart Granger), La Marraine de Charley de David Butler (1952, avec Ray Bolger et Allyn Ann McLerie) et Le Mannequin défiguré d'Alan Gibson (son avant-dernier film, 1970, avec Stefanie Powers et James Olson).
Pour la télévision britannique principalement, elle contribue à vingt-huit téléfilms (souvent d'origine théâtrale) jusqu'en 1997 (ultime rôle au petit écran), le premier étant une adaptation en 1937 par le réalisateur pionnier de la télévision George More O'Ferrall de la pièce de William Shakespeare Beaucoup de bruit pour rien (avec Henry Oscar). S'ajoutent quarante-cinq séries entre 1954 et 1993, dont Le Saint (un épisode, 1963), Maîtres et Valets (un épisode, 1971) et Bizarre, bizarre (un épisode, 1980).
En 1948, Margaretta Scott épouse le compositeur John Wooldridge (né en 1919), dont elle reste veuve à son décès accidentel en 1958, à 39 ans. De leur union sont nés deux enfants, l'actrice Susan Wooldridge (née en 1950) et le directeur de théâtre Hugh Wooldridge (en) (né en 1952). Elle-même meurt en 2005, à 93 ans.

## Théâtre (sélection)
(pièces jouées à Londres, sauf mention contraire)
- 1926 : Roméo et Juliette (Romeo and Juliet) de William Shakespeare
- 1929 : The First Mrs. Fraser de St. John Irvine
- 1930 : A Murder Has Been Arranged d'Emlyn Williams
- 1931 : Hamlet de William Shakespeare
- 1933-1934 : Le Songe d'une nuit d'été (A Midsummer's Night Dream) de William Shakespeare
- 1934 : Roméo et Juliette (Romeo and Juliet') et Comme il vous plaira (As You Like It) de William Shakespeare
- 1935 : The Miracle Man de Seymour Hicks
- 1936 : L'Homme en habit (The Man in Dress Clothes) d'Yves Mirande et André Picard, adaptation de Seymour Hicks
- 1941 : Le Marchand de Venise (The Merchant of Venice') de William Shakespeare (à Stratford-upon-Avon)
- 1942 : Holy Isle de James Bridie
- 1943 : Watch on the Rhine (en) de Lillian Hellman
- 1945 : The Hasty Heart de John Patrick[1]
- 1948 : Written of a Lady de Leo Marks
- 1952 : The Young Elizabeth de Francis et Jennette Dowling Letton
- 1956 : Le Train du monde (The Way of the World) de William Congreve
- 1979 : The Constant Wife de William Somerset Maugham
- 1980 : L'Importance d'être Constant (The Importance of Being Earnest) d'Oscar Wilde
- 1982 : The Understanding d'Angela Huth
- 1995 : Hobson's Choice d'Harold Brighouse[2]

## Filmographie partielle

### Cinéma
- 1934 : La Vie privée de Don Juan (The Private Life of Don Juan) d'Alexander Korda : Pepilla
- 1936 : Les Mondes futurs ou La Vie future (Things to Come) de William Cameron Menzies : Roxana / Rowena
- 1936 : La Conquête de l'air (The Conquest of the Air) de Zoltan Korda & al. : Isabelle d'Este
- 1940 : Le Dernier Témoin (The Girl in the News) de Carol Reed : Judith Bentley
- 1941 : Mariage sans histoires (Quiet Wedding) d'Anthony Asquith : Marcia Royd
- 1944 : L'Homme fatal (Fanny  by Gaslight) d'Anthony Asquith : Alicia Seymour
- 1948 : Counterblast de Paul L. Stein : Sœur « Johnnie » Johnson
- 1948 : Le Destin de Léopold Ier (The First Gentleman) d'Alberto Cavalcanti : Lady Hartford
- 1949 : Landfall de Ken Annakin : Mme Burnaby
- 1952 : La Marraine de Charley (Where's Charley?) de David Butler : Dona Lucia
- 1956 : The Last Man to Hang? de Terence Fisher : Mme Cranshaw
- 1957 : The Scamp de Wolf Rilla : Mme Blundell
- 1957 : Traqué par Scotland Yard (Town on Trial) de John Guillermin : Helen Dixon
- 1970 : Le Mannequin défiguré (Crescendo) d'Alan Gibson : Danielle Ryman
- 1971 : Percy (en) de Ralph Thomas : la mère de Rita

### Télévision

#### Séries
- 1960 : Maigret, saison 1, épisode 4 Le Revolver de Maigret (The Revolver) de Chloe Gibson : Mme Debul
- 1963 : Le Saint, Saison 2, épisode 11 Le Saint joue avec le feu (The Saint Plays with Fire) de Robert S. Baker : Lady Gwen Sangore
- 1968 : Les Dossiers de l'Agence O, saison unique, épisode 6 Le Club des vieilles dames : Mme Pitchard
- 1971 : Maîtres et Valets (Upstairs, Downstairs), saison 1, épisode 4 La Voie du devoir (The Path of Duty) : Lady Castleton
- 1972 : L'Aventurier (The Adventurer), saison unique, épisode 6 L'Attentat (Miss Me Once, Miss Me Twice and Miss Me Once Again) de Cyril Frankel : Lady Hargrom
- 1980 : Bizarre, bizarre (Tales of the Unexpected), saison 2, épisode 9 Mon poulet, mon lapin (Georgy Porgy) : Lady Birdwell

#### Téléfilms
- 1937 : Beaucoup de bruit pour rien (Much Adoo About Nothing) de George More O'Ferrall : Beatrice
- 1947 : Le Marchand de Venise (The Merchant of Venice) de George More O'Ferrall : Portia
- 1947 : The Likes of 'Er de George More O'Ferrall : Sally Winch
- 1954 : Sacrifice to the Wind de Rudolph Cartier : Clytemnestre
- 1961 : Adventure Story de Rudolph Cartier : la reine mère
- 1988 : The Woman He Loved de Charles Jarrott : Lady Wigram